# Centrothele
Centrothele es un género de arañas araneomorfas de la familia Lamponidae. Se encuentra en Australia y Papúa Nueva Guinea. 

## Lista de especies
Según The World Spider Catalog 12.0:
- Centrothele cardell Platnick, 2000
- Centrothele coalston Platnick, 2000
- Centrothele fisher Platnick, 2000
- Centrothele gordon Platnick, 2000
- Centrothele kuranda Platnick, 2000
- Centrothele lorata L. Koch, 1873
- Centrothele mossman Platnick, 2000
- Centrothele mutica (Simon, 1897)
- Centrothele nardi Platnick, 2000
- Centrothele spurgeon Platnick, 2000